# Lekvar

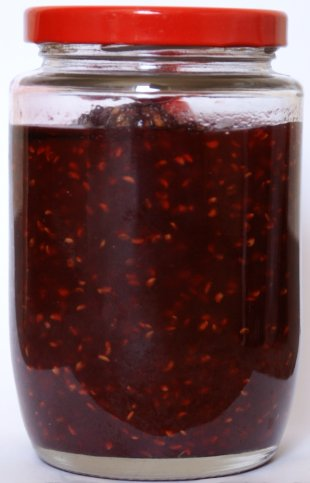
Lekvár mâm xôi

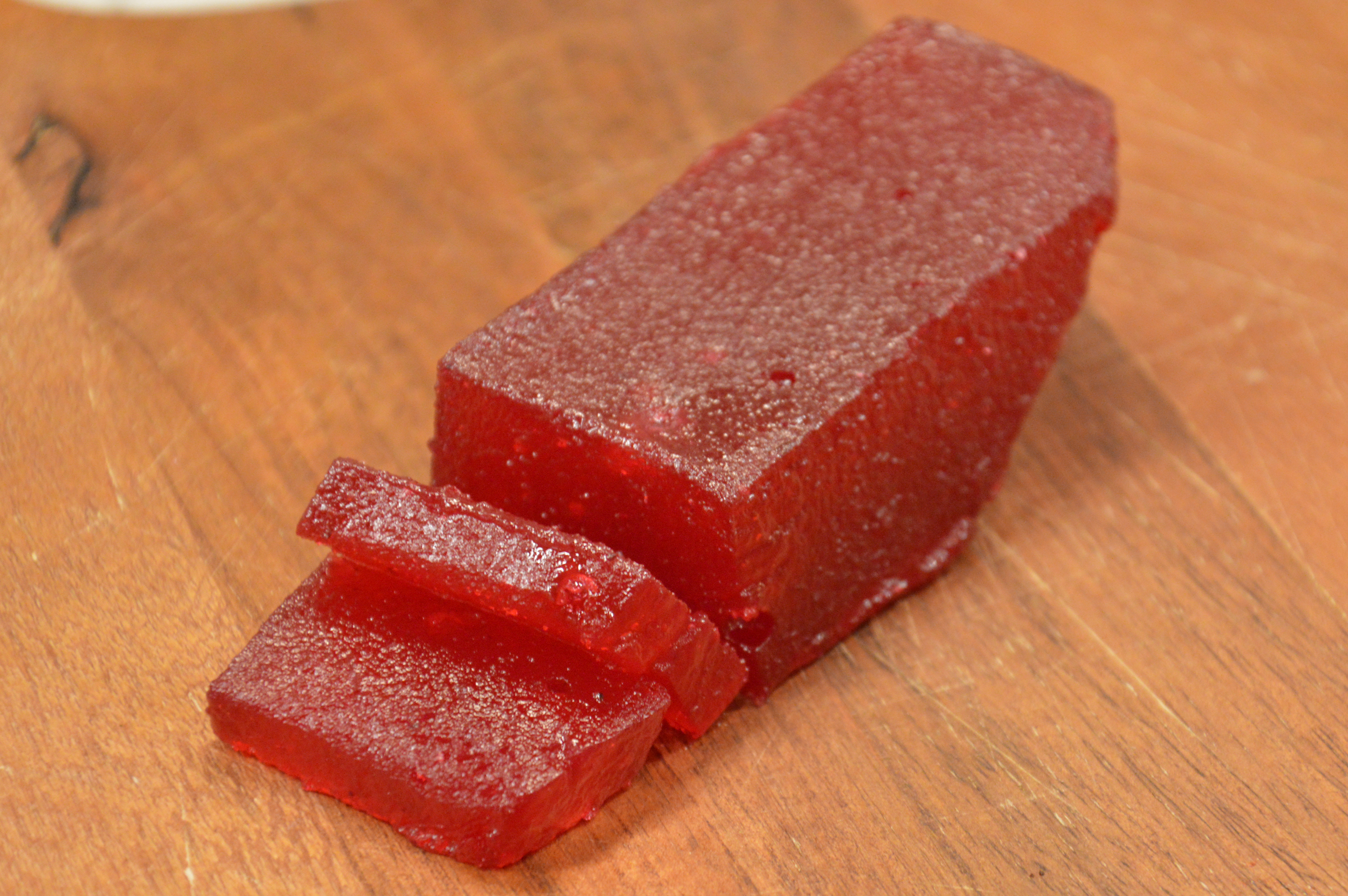

Lekvár là một mứt hoặc bơ trái cây đặc có nguồn gốc Trung và Đông châu Âu. Lekvár rất đặc, đôi khi là  mứt thô từ hoa quả chín.
Lekvár thường được làm từ các loại trái cây như mơ, đào, dâu tây, mận, mận khô, mâm xôi, anh đào hoặc cà chua anh đào, nhưng táo, hiếm hơn, óc chó xanh, nho vitis rotundifolia hoặc sung cũng có thể được sử dụng.
Lekvar được sử dụng làm nhân bánh kếp palacsinta, các loại bánh nướng như Buchteln (hoặc buchta), kifli, hoặc strudel và các loại bánh mì men ngọt như pastry, bánh quy và pierogi; làm một thứ để phết lên bánh mì và bánh quy; và làm xốt hoa quả. Trong cộng đồng Do Thái, lekvar là một loại nhân phổ biến cho hamentashen.

## Văn hóa
Ở Hungary, lekvár thường được nấu vào mùa thu, khi trái cây chín nhất. Ở Ba Lan, lekvar là một món ăn vùng miền ở Hạ thung lũng Wisla. Một số làng tổ chức tiệc làng mà ở đó lekvar được nấu trong ấm đồng (vạc).